# Distrito de Ichupampa
El distrito de Ichupampa es uno de los veinte distritos que conforman la provincia de Caylloma en el departamento de Arequipa, la administración del Gobierno regional de Arequipa, en el sur del Perú.
Respecto al término "ichu", es una palabra quechua y la primera acepción es paja, planta que crece sobre 3700 m s. n. m. Un comentario respecto al origen etimológico de la denominación: Ichupampa. Éste debe entenderse como pampa donde crece el ichu. Material muy común que crece alrededor del pueblo y sirve para cubrir los techos tradicionalmente antes del uso de la calamina.
Desde el punto de vista jerárquico de la Iglesia católica forma parte de la Arquidiócesis de Arequipa.

## Historia

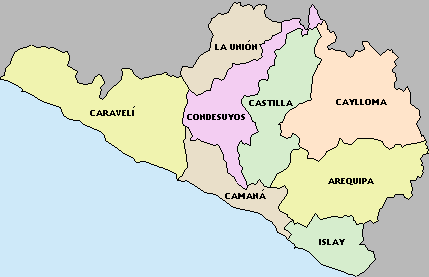
Provincias de Arequipa.

Los primeros pobladores se ubicaron en la parte baja llamada Hanansaya (Malata) y en Urinsaya (Marcapampa) que es la parte alta de un pueblo de Collaguas refundado por los españoles el 12 de febrero de 1825.
El distrito fue creado en los primeros años de la República.

## Geografía
A 12 km de Chivay y a 3 400 m s. n. m.

## Etimología
La palabra proviene del quechua antiguo, del vocablo "ichu", que significa "al lado izquierdo"; mirando hacia la salida del sol, río arriba, se diría "pampa del lado izquierdo". El cerro tutelar es el "Wiraghawa", al norte del pueblo.

## Autoridades

### Municipales
- 2015-2018[3]

alcaldesa : srta. ROCIO MARIELA PARICELA HUANCOLLO
regidores: sr. MARIO ELBER ANCCO NIFLA 
REGIDORA: SRA. REYNA MARTA CONDORI TEJADA
REGIDOR_: YOEL DARWIN CHULLO CHAMPI
REGIDOR: GREGORIO SANTIAGO AÑASCO VELASQUE 
REGIDOR: FAUSTO PONCIANO CACYA GONZA

## Festividades
- Virgen de la Candelaria
- Virgen de Chapi.
- San Isidro.
- San Juan Bautista.

## Patrimonio cultural
- Wiraccahua- Centro tutelar y paisaje panorámico.
- Marcapampa– Restos arqueológicos y cuevas.
- Lamparashi- Restos fósiles.
- Malata- Vivienda de los primeros pobladores de Ichupampa.
- Ccancaico Ccucho- Cataratas misteriosas.
- Andenería Incaica.